# 香港特別行政區第1屆區議會補選
香港特別行政區第1屆區議會補選是指所有第1屆區議會任期內（即1999年區議會選舉後至2003年區議會選舉前）的補選。

## 2000年北區區議會鳳翠選區補選
是次補選是香港特別行政區成立後第1次進行的香港區議會議席補選。

### 背景
北區鳳翠選區議員廖超華於1999年香港區議會選舉當選後，因為當時選務官員判定原擬參選人連遂蓮之前四年在台灣留學未符合參選連續居港之資格被法庭裁定犯錯，被法庭於2000年5月4日裁定，當區選舉結果無效，因此鳳翠選區需要舉行補選。
 

### 補選前期工作
民政事務總署北區民政事務專員獲委任為選舉主任。2000年5月19日，總選舉事務主任於憲報刊登補選公告，把7月23日指定為補選的投票日。補選的提名期由5月31日開始，至6月13日結束，首尾一共14天。

### 參選人

#### 正式候選人
從5月31日至6月13日為期14天的提名期內，選舉主任共接獲兩份提名表格。各候選人的資料如下：
（1）侯慶榮
報稱任商人，他於1999年香港區議會選舉當區落敗。
（2）廖超華
報稱任社會服務行政人員，民建聯成員，他於1999年香港區議會選舉當區勝出。

### 投票日
補選於2000年7月23日(星期日)舉行，投票時間：香港時間7:30至22:30。鳳翠選區設有兩個投票站，分別位於上水圍舊上水警署的大埔區少年警訊上水會所，及上水鳳南路九號翠麗花園第四及第五座地下的比諾中英文幼稚園。投票結束後，投票站改作為點票站。

### 投票率
本次補選共有2,403名已登記選民參予投票，投票率為37.60%。

### 選舉結果
| 編號 | 候選人         | 所得票數       |
| ---- | -------------- | -------------- |
| 1    | 侯慶榮         | 912 (38.29%)   |
| 2    | 廖超華（當選） | 1,470 (61.71%) |
|      | 總數           | 2,382          |

官方宣布廖超華當選。

### 選舉過後各候選人發展
- 廖超華其後在2003年香港區議會選舉參選鳳翠選區，當選成功連任，但於2007年香港區議會選舉及2011年香港區議會選舉於鳳翠選區落敗。

## 2002年九龍城區議會啟德選區補選
是次補選是香港特別行政區成立後第2次進行的香港區議會議席補選。

### 背景
原區議員、香港協進聯盟成員朱初昇被揭發不倫戀情而燒炭自殺，留下議席空缺，遂需進行補選。

### 選舉結果
| 編號 | 候選人         | 政治聯繫 | 所得票數     |
| ---- | -------------- | -------- | ------------ |
| 1    | 葉志偉         |          | 43 (2.27%)   |
| 2    | 林明           | 港進聯   | 187 (9.89%)  |
| 3    | 甘耀明         | 自由黨   | 44 (2.33%)   |
| 4    | 廖成利（當選） | 民協     | 886 (46.85%) |
| 5    | 許清波         | 民建聯   | 516 (27.29%) |
| 6    | 林浩揚         | 民主黨   | 215 (11.37%) |
|      |                | 總數     | 1,891        |

官方宣布廖成利當選。

### 選舉過後各候選人發展
- 廖成利其後在2003年香港區議會選舉及2007年香港區議會選舉以民協身份參選啟德選區，成功連任，但沒有參與2011年香港區議會選舉及2015年香港區議會選舉，於2019年香港區議會選舉以民協身份參選黃大仙彩雲東選區，成功當選重返議會。
- 葉志偉其後在2003年香港區議會選舉、2007年香港區議會選舉、2011年香港區議會選舉分別以獨立、自由黨、經濟動力身份參選啟德選區，及於2015年香港區議會選舉以經民聯參選由啟德選區改組而成的宋皇臺及於2019年香港區議會選舉以獨立身份參選宋皇臺選區，均為落敗。
- 許清波其後在2003年香港區議會選舉以民建聯身份參選啟德選區落敗。
- 林浩揚其後在2003年香港區議會選舉以民主黨身份參選油尖旺櫻桃選區當選成為區議員，並於2007年香港區議會選舉於櫻桃選區當選成功連任，但於2011年香港區議會選舉及2015年香港區議會選舉參選櫻桃選區，均為落敗。

## 2003年九龍城區議會海心選區補選
是次補選是香港特別行政區成立後第3次進行的香港區議會議席補選。

### 背景
原區議員麥勁麟因病去世，議席懸空，遂需進行補選。

### 選舉結果
| 編號 | 候選人               | 政治聯繫 | 所得票數       |
| ---- | -------------------- | -------- | -------------- |
| 1    | 任國棟               | 民協     | 469 (18.35%)   |
| 2    | 林開成               |          | 101 (3.95%)    |
| 3    | 梁潤養               | 自由黨   | 241 (9.43%)    |
| 4    | 鄔欣餘（別名鄔惠馨） |          | 12 (0.47%)     |
| 5    | 林健文               | 民主黨   | 721 (28.21%)   |
| 6    | 潘國華（當選）       | 民建聯   | 1,012 (39.59%) |
|      |                      | 總數     | 2,556          |

官方宣布潘國華當選。

### 選舉過後各候選人發展
- 潘國華其後在2003年香港區議會選舉以民建聯身份參選海心選區落敗，但於2007年香港區議會選舉繼續參選海心選區，成功當選重返議會，並於2011年香港區議會選舉、2015年香港區議會選舉及2019年香港區議會選舉參選海心選區，均能當選成功連任，更於2016年獲選為九龍城區議會主席。
- 任國棟其後在2003年香港區議會選舉以民協身份參選紅磡選區落敗，但於2007年香港區議會選舉繼續以民協身份參選紅磡選區，成功當選，並於2011年香港區議會選舉於紅磡選區連任，2015年香港區議會選舉於紅磡選區連任落敗，選後退出民協，2017年加入民主黨。於2019年香港區議會選舉參選紅磡灣選區成功當選重返議會。
- 林健文其後在2003年香港區議會選舉以民主黨身份參選海心選區成功當選成為區議員，但於2007年香港區議會選舉於海心選區落敗，其後退出民主黨轉投民協，再於2011年香港區議會選舉於油尖旺區議會京士柏選區落敗，及後在2013年油尖旺區議會京士柏選區補選中成功當選重返議會，於2015年香港區議會選舉參選由京士柏選區改組而成的油麻地北選區成功連任，在2016年香港立法會選舉後退出民協，於2019年香港區議會選舉繼續參選油麻地北選區成功連任。

## 2003年深水埗區議會美孚選區補選
是次補選是香港特別行政區成立後第4次進行的香港區議會議席補選。

### 背景
本區區議員、民主建港聯盟成員曾有發因三個月未向區議會請假而缺席議會會議，按「區議會條例」喪失其議員資格，遂需進行補選。

### 候選人
- （1）王德全，報稱為電台監製，民主黨成員。他在1999年香港區議會選舉中於本區落敗。當時王德全任職香港商業電台，監製長壽連續廣播劇18樓C座。
- （2）佘國雄，沒有申報政治聯繫，獲民主派政黨民協支持。
- （3）楊耀忠，報稱為中學校長，民建聯成員。楊耀忠當時為天水圍香島中學校長、立法會議員(選舉委員會)及香港教育工作者聯會主席。

### 選舉結果
由於此次選舉於4月6日舉行，競選期間香港正為沙士侵襲初期，同時基本法廿三條本地立法如火如荼，亦是零三年七一遊行以前的補選，政治氣氛未明，同時影響到楊耀忠能否落戶到九龍西直選(因零四年立法會選舉會取消選舉委員會議席)，選情相當激烈，最後王德全以九票之差當選。而當年稍後的區議會換屆選舉，王德全與楊耀忠再次參選，結果王德全以數百票的差距勝出選舉。
| 名單編號 | 名單候選人姓名 | 所得票數     |
| -------- | -------------- | ------------ |
| 1        | 王德全（當選） | 849 (43.92%) |
| 2        | 佘國雄         | 244 (12.62%) |
| 3        | 楊耀忠         | 840 (43.46%) |
|          | 總數           | 1,933        |

官方宣布王德全當選。

### 選舉過後各候選人發展
- 王德全其後在2003年香港區議會選舉及2007年香港區議會選舉以民主黨身份參選美孚南選區，均能當選成功連任，但2010年退出民主黨後加入公民黨，於2011年香港區議會選舉及2015年香港區議會選舉以公民黨身份參選美孚南選區，均告落敗。
- 楊耀忠其後在2003年香港區議會選舉參選美孚南選區落敗。

## 2003年深水埗區議會麗閣選區補選
是次補選是香港特別行政區成立後第5次進行的香港區議會議席補選。

### 背景
原區議員、民主黨成員、曾於1995-1997年期間擔任深水埗區議會主席的黃仲棋在任職《東周刊》副總編輯期間，冒認房屋署職員進入民建聯觀塘區議員郭必錚助理家中偷拍，被控冒充公職人員罪名成立，判刑四個月，緩刑一年半，按《區議會條例》喪失議席，遂需進行補選。

### 選舉結果
此次選舉於8月3日舉行，是2003年區議會選舉前最後一個補選，亦是零三年七一遊行後第一次補選，反基本法廿三條本地立法活動的政治影響未明，同時區內的富昌邨落成，人口增加，選情激烈，所以亦設有兩個投票站方便選民，最後黎慧蘭以六成得票當選，然而建制派未有察覺當中民情變化，而結果預視七一效應有利泛民主派於2003年香港區議會選舉多個區勝出。
| 名單編號 | 名單候選人姓名 | 政治聯繫      | 所得票數      |
| -------- | -------------- | ------------- | ------------- |
| 1        | 黎慧蘭（當選） | 民協          | 3064 (65.61%) |
| 2        | 范國輝         | 民建聯/工聯會 | 1606 (34.39%) |
|          |                | 總數          | 4,670         |

官方宣布黎慧蘭當選。

### 選舉過後各候選人和原議員的發展
- 黎慧蘭其後在2003年香港區議會選舉及2007年香港區議會選舉參選由麗閣選區分拆而成的富昌選區，均能當選成功連任，但於2011年香港區議會選舉於富昌選區落敗。
- 范國輝其後在2003年香港區議會選舉、2007年香港區議會選舉及2011年香港區議會選舉參選麗閣選區，均為落敗。
- 黃仲棋其後在2015年香港區議會選舉參選麗閣選區落敗。

## 外部連結
- 選舉管理委員會－區議會選舉 （页面存档备份，存于）